# La historia oficial
La historia oficial is een Argentijnse dramafilm uit 1985 onder regie van Luis Puenzo. Hij won met deze film de Oscar voor beste buitenlandse film.

## Verhaal
Alicia is een geschiedenislerares uit de Argentijnse hoofdstad Buenos Aires. Haar man komt als advocaat dikwijls in contact met de militaire dictatuur. Alicia denkt dat haar geadopteerde dochter in een Argentijnse gevangenis is geboren en door officieren aan haar man cadeau werd gedaan.

## Rolverdeling
| Acteur              | Personage               |
| ------------------- | ----------------------- |
| Héctor Alterio      | Roberto Ibáñez          |
| Norma Aleandro      | Alicia Marnet de Ibáñez |
| Chunchuna Villafañe | Ana                     |
| Hugo Arana          | Enrique                 |
| Guillermo Battaglia | José                    |
| Chela Ruiz          | Sara                    |
| Patricio Contreras  | Benítez                 |
| María Luisa Robledo | Nata                    |
| Aníbal Morixe       | Miller                  |
| Jorge Petraglia     | Macci                   |
| Analía Castro       | Gaby                    |
| Daniel Lago         | Dante                   |
| Augusto Larreta     | Generaal                |